# Pleotrichophorus hottesi
Pleotrichophorus hottesi är en insektsart. Pleotrichophorus hottesi ingår i släktet Pleotrichophorus och familjen långrörsbladlöss. Inga underarter finns listade i Catalogue of Life.